# 薩姆納堡 (新墨西哥州)
薩姆納堡（英語：Fort Sumner）是一個位於美國新墨西哥州迪巴卡縣的村。同時該地也是迪巴卡縣的縣治。

## 地方資料
薩姆納的座標為34°28′18″N 104°14′43″W / 34.47167°N 104.24528°W，而該地的海拔高度為1229米（即4032英尺）。根據2020年美國人口普查，該地共人口889人，而該地的面積約為8.66平方千米。